# 20852 Allilandstrom
20852 Allilandstrom este un asteroid din centura principală de asteroizi.

## Descriere
20852 Allilandstrom este un asteroid din centura principală de asteroizi. A fost descoperit pe 1 noiembrie 2000 la Socorro, New Mexico, în cadrul proiectului LINEAR. Asteroidul prezintă o orbită caracterizată de o semiaxă mare de 2,53 ua, o excentricitate de 0,08 și o înclinație de 2,5° în raport cu ecliptica.